# アンダマンアジ
アンダマンアジ（学名:Carangoides gymnostethus ）は、アジ科に属し広い生息域をもつ大型の海水魚である。インド太平洋西部の熱帯・亜熱帯域に広く分布し、分布域は西は南アフリカ、東は日本やニューカレドニアまで広がっている。大型の種であり、最大で全長90cmに達した記録がある。同属種のホシカイワリとよく似るが、本種には胸部の鱗が完全に無いことをはじめ、様々な解剖学的特徴から両種は区別できる。比較的水深の深い、外洋のサンゴ礁や岩礁に生息する。肉食魚であり、主に小さな甲殻類や魚類を捕食する。漁業における重要性はそこまで高くない。ゲームフィッシングの対象としてある程度の人気があり、食用となることもある。

## 分類
スズキ目アジ科のヨロイアジ属(Carangoides )に属する。
本種は1833年に、フランスの博物学者ジョルジュ・キュヴィエによって、セーシェルで得られた標本をホロタイプとして初めて記載された。キュヴィエは本種にCaranx gymnostethus という学名を与え、ギンガメアジ属(Caranx)に分類した。種小名はギリシャ語で「裸の胸」という意味であり、これは胸部にある無鱗域のことを表している。属については後にヨロイアジ属(Carangoides )に移され、その分類が現在でも正当とされている。1851年にはピーター・ブリーカーがCarangoides gymnostethoides という新種を報告した。この種小名は、本種とよく似た種であることを表している。しかしながらこの種はのちに本種と同種であることが分かり、現在では本種の下位シノニムとなっている。John Treadwell Nicholsはわずかな解剖学的特徴の差異に基づき本種の（より正確には、Carangoides gymnostethoides の）亜種をいくつか創設したが、これはハワイ周辺海域で同属のナンヨウカイワリ(C. orthogrammus )との混同が起きていたためだと考えられている。つまり、創設されたこれらの亜種タクソンはおそらくナンヨウカイワリを指すものであると考えられる。ただしNicholsは各亜種と本種との差異がわずかだと指摘しているため、本種がハワイにも生息している可能性はある。これらの亜種については現在まで分類学者からほとんど顧みられておらず、その位置づけについては現在でも未解決となっている。

## 形態

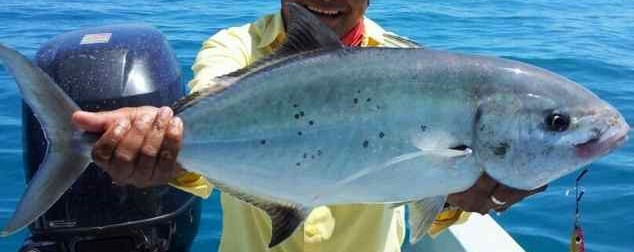
近縁種と比べ、より円筒形に近い体型をもつ

大型の種であり、体長は最大で少なくとも全長90cmに達し、また体重に関しては最大で14.5kgに達した記録がある。体型は同属のホシカイワリ(C. fulvosuttatus  )と非常に良く似ており、ほとんどの同属他種と比べると、より細長い円筒形に近い体型をもつ。成魚の体高はやや高い程度で、体長の30％ほどである。未成魚のうちは卵形の体型であるが、その体型は加齢に従って細長くなる。同時に背側頭部、項部の輪郭線も急峻ではなくなる。背鰭は二つの部分に分離しており、第一背鰭は8棘で、第二背鰭は1棘、28-32軟条である。第二背鰭前方の突出部の長さは頭部長よりも短い。臀鰭は2本の遊離棘が前方に存在し、それを除くと1棘、24-26軟条。腹鰭は1極、18-20軟条。胸鰭は鎌状に伸長し、その先端は臀鰭の始点を超える。尾柄は細く、尾鰭は深く二叉する。側線は前方でゆるやかに湾曲し、曲線部の長さは直線部よりもわずかに長い。側線曲線部と直線部の交点は第二背鰭の第16から第20軟条の下部に存在する。側線曲線部には78から80の鱗が、直線部には15から19の鱗と21から27の稜鱗（アジ亜科に特有の鱗）が存在する。胸部は腹鰭の始点から胸鰭の基底部にかけて鱗が無い。成魚では口裂と目の高さは同じになっている。両顎には絨毛状歯からなる歯列が存在し、その幅は前方で広くなる。鰓耙数は27から31、椎骨数は25である。
未成魚の時は体全体が銀色を帯びた緑色であるが、成魚になると背側はオリーブグリーンで、腹部にかけてより銀色を帯びる。すべての成長段階において、いくつかの茶色あるいは金色の斑を体側中心線のあたりにもつ。しかしその斑の数はホシカイワリほど多くはない。鰓蓋に現れる黒斑はしばしば不明瞭である。背鰭と尾鰭はオリーブグリーンで、第二背鰭、臀鰭の突出部の先端は白色になる。臀鰭は前端、後端も白色になる。腹鰭と胸鰭は無色透明から緑色である。

## 分布

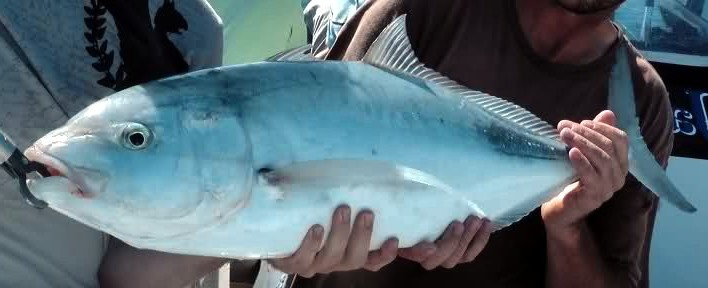
西オーストラリア、ダーク・ハートッグ島で釣られた個体

インド洋、西部太平洋の熱帯、亜熱帯域に広く分布する。生息域は西は南アフリカからアフリカ東海岸に沿って北の紅海へ広がる。インド洋での生息域はさらに東へインド、東南アジア、インドネシア、そしてオーストラリア北部まで南に広がっている。太平洋では日本を北限として、ニューカレドニアやトンガ、カピンガマランギ環礁などで生息が確認されている。
日本においては琉球列島でみられる。
やや深い外洋の岩礁やサンゴ礁でみられ、沿岸海域ではめったにみられない。

## 生態
未成魚のうちは小さな群れをつくるが、加齢に伴い単独行動をする傾向が強くなる。肉食魚であるが口がかなり軟らかくあごの力も弱いため、獲物は限られている。研究により、エビや小さなカニ、シャコ、小型の魚を主に捕食することが分かっている。オーストラリアの北西大陸棚で行われた研究では、ホシカイワリとの間で食性の面で棲み分けを行っていることが分かった。つまり、本種は主に甲殻類を捕食する一方、ホシカイワリは魚類や頭足類を主に捕食していた。本種は逆に、メジロザメ属のCarcharhinus tilstoni をはじめとしたサメに捕食されることが知られている 。繁殖や成長についてはほとんど研究が進んでいないが、南アフリカ沖では、産卵のために当地からモザンビーク沖の熱帯海域に移動することがあると示唆されている。

## 人間との関係
漁業においては、その生息域の全域でそれほど重要ではないが、延縄や刺し網をはじめ様々な仕掛けで漁獲されることがある。日本ではトロール漁や釣りによって捕獲されることがある。本種単独での漁獲量の統計はとられていない。これは本種がしばしば他のアジ科魚類と取り扱いにおいて区別されないからである。釣りの対象としてある程度人気がある。南アフリカではボートに乗った釣り人や、スピアフィッシングを楽しむ人に人気があり、また美味な食用魚とみなされている。一方オーストラリアでは、やはりゲームフィッシングの対象として人気があるものの、その人気はロウニンアジやカスミアジといった近縁種には及ばず、また食用としても美味とはされない。本種を釣る時は、小さな餌やルアーなどが用いられる。本種の肉は軟らかく油分が多いため、岩礁やサンゴ礁で釣りをする際の餌としても用いられる。